# Amt Seibelsdorf

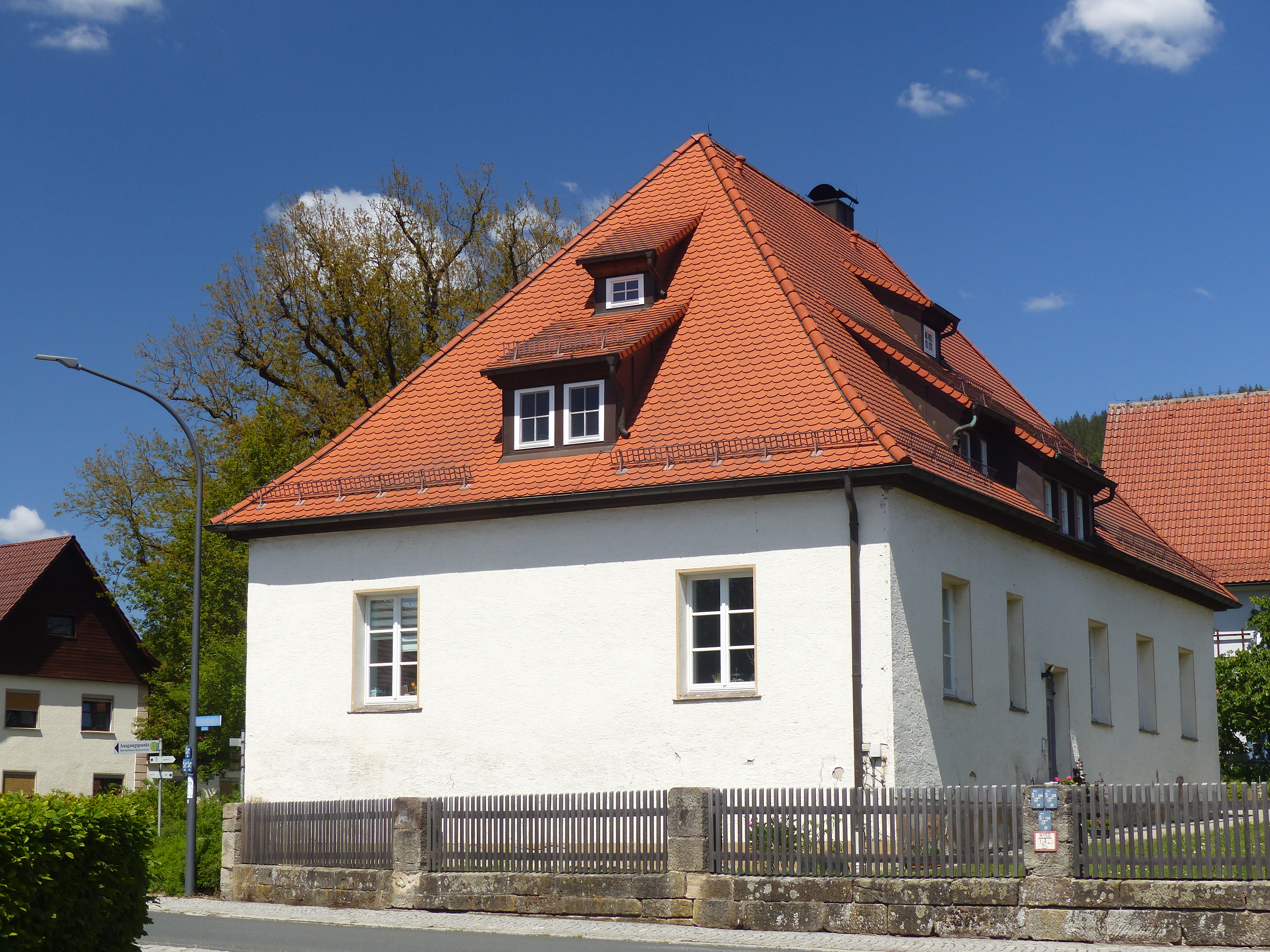
Das ehemalige markgräfliche Amtshaus des Vogtes, der einstige Verwaltungssitz des Amtes

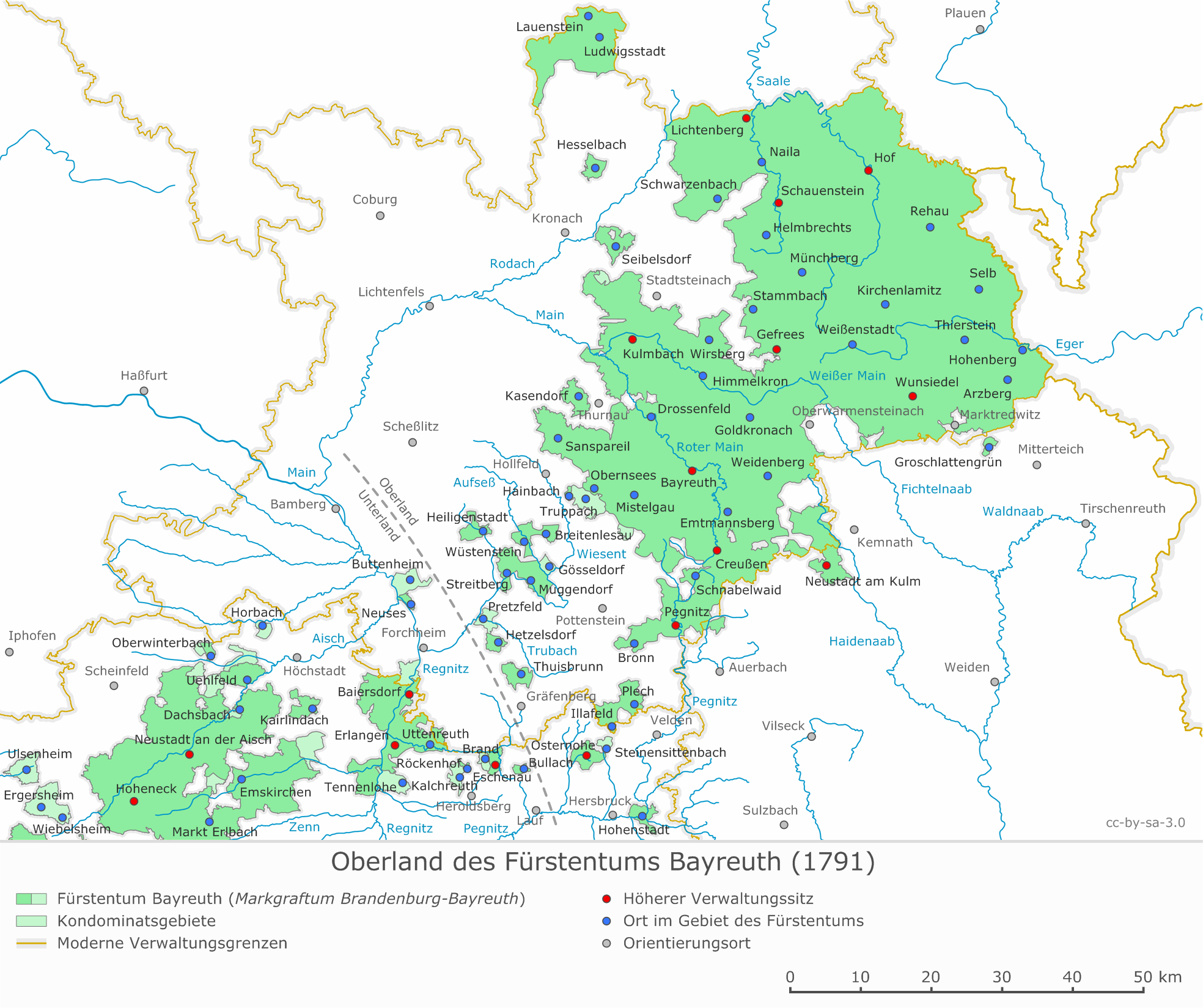
Das Oberland des Fürstentums Bayreuth mit dem Amt Seibelsdorf als einer nördlich von Kulmbach gelegenen Exklave

Das Amt Seibelsdorf war ein Amt, also ein Verwaltungs- und Gerichtsbezirk des Fürstentums Bayreuth, einem reichsunmittelbaren Territorium im Heiligen Römischen Reich. Das auch als Markgraftum Brandenburg-Bayreuth bezeichnete Fürstentum war dem Fränkischen Reichskreis zugeordnet und wurde mit der 1791/92 erfolgten preußischen Inbesitznahme zu einem Bestandteil von Ansbach-Bayreuth.

## Geografie
Das Amt Seibelsdorf war eine Exklave des Fürstentums Bayreuth, die zur Amtshauptmannschaft Kulmbach gehörte. Diese lag nördlich von Kulmbach und war nahezu vollständig vom Territorium des Hochstiftes Bamberg umschlossen. Bei den bambergischen Nachbarämtern handelte es sich um das Amt Kronach im Nordwesten, das Amt Wallenfels im Nordosten, das Amt Wartenfels im Osten und das Amt Stadtsteinach im Süden.

## Geschichte
Das Territorium des Seibelsdorfer Amtes konnte in der ersten Hälfte des 14. Jahrhunderts von den Fränkischen Zollern erworben werden. Das ursprünglich den Grafen von Andechs gehörende Gebiet war über die Adelsfamilie der von Orlamünde im Jahr 1340 in den Besitz der Burggrafschaft Nürnberg gelangt.

## Struktur
Die Verwaltung des Amtes bestand aus einem Vogteiamt, einem Steueramt und einem Fraischvogteiamt. Ein eigenes Kastenamt für die Betreuung der grundherrschaftlichen Besitzungen besaß das Seibelsdorfer Amt hingegen nicht, diese Aufgabe fiel in den Zuständigkeitsbereich des Kastenamtes Kulmbach. Dem Seibelsdorfer Amt fiel hier nur die Rolle als Zwischensammelstelle zu.

### Amtssitz
Der Sitz der Seibelsdorfer Amtsverwaltung befand sich im Amtshaus des Vogtes in Seibelsdorf.

### Amtspersonal
An der Spitze der Amtsverwaltung stand ein Amtsvogt, der in seinen Amtsgeschäften von einem Steuereinnehmer, einem Akziseeinnehmer und einem Förster unterstützt wurde. Außerdem gehörten noch ein Gerichtsschreiber und ein Kantor zum Amtspersonal.

### Vogteiamt
Der Vogteibezirk des Seibelsdorfer Vogteiamtes umfasste folgende Dorfmarkungen und Ortschaften, in denen die Dorf- und Gemeindeherrschaft (DGH) bzw. Vogtei ausgeübt wurde:
- Feldbuch,[9] Großvichtach (bis: Vichtach),[10] Kleinvichtach (bis 1875: Untervichtach),[11][10] Mittelberg,[12] Poppenholz (Kondominat mit dem Vogteiamt Stadtsteinach),[13] Seibelsdorf,[8] Vogtsmühle[14] und Waldbuch.[15]

### Fraischvogteiamt
Der Hochgerichtsbezirk des Seibelsdorfer Fraischvogteiamtes umfasste folgende Dorfmarkungen und Ortschaften, in denen die Hochgerichtsbarkeit ausgeübt wurde:
- Feldbuch,[9] Großvichtach (bis 1875: Vichtach),[10] Kleinvichtach (bis 1875: Untervichtach),[11][10] Kübelhof,[16] Mittelberg,[12] Oberrodach (strittig mit dem Centamt Kronach),[17][18] Poppenholz (geteilte Ausübung der Hochgerichtsbarkeit mit dem Centamt Stadtsteinach),[19] Radspitzen,[20] Rugendorf (nur westlich des Kaulbaches, dort mit den Centämtern Stadtsteinach und Wartenfels strittig),[21] Schrammersmühle (strittig mit dem Centamt Stadtsteinach),[22] Seibelsdorf,[8] Unterrodach (nur östlich der Rodach, dort mit dem Centamt Kronach strittig),[23][10] Vogtsmühle,[14] Waldbuch,[15] Wichenmühle[24] und Wurbach.[25]

### Steueramt
Der räumliche Wirkungsbereich des Steueramtes war deckungsgleich mit dem des Seibelsdorfer Vogteiamtes.